# Natação nos Jogos Pan-Americanos de 2007 - 200 m borboleta masculino
O evento dos 200 m borboleta masculino nos Jogos Pan-Americanos de 2007 foi realizado no Rio de Janeiro, Brasil, com a final realizada em 21 de julho de 2007.

## Medalhistas
| Ouro   | BRA Kaio Almeida |
| Prata  | USA Eddie Erazo  |
| Bronze | MEX Juan Veloz   |

## Resultados
| Posição | Nadador                          | Eliminatórias | Eliminatórias | Semifinais | Semifinais | Final   |
| Posição | Nadador                          | Tempo         | Posição       | Tempo      | Posição    | Tempo   |
| ------- | -------------------------------- | ------------- | ------------- | ---------- | ---------- | ------- |
| 1       | Kaio Almeida (BRA)               | 2:00.56       | 4             | 1:57.99    | 1          | 1:55.45 |
| 2       | Eddie Erazo (USA)                | 2:00.22       | 2             | 1:58.41    | 2          | 1:57.07 |
| 3       | Juan Veloz (MEX)                 | 2:00.71       | 7             | 1:59.99    | 6          | 1:58.43 |
| 4       | Jeremey Knowles (BAH)            | 2:00.60       | 5             | 1:59.51    | 4          | 1:58.48 |
| 5       | Adam Sioui (CAN)                 | 2:00.60       | 5             | 1:59.92    | 5          | 1:58.63 |
| 6       | Pat Cary (USA)                   | 2:00.27       | 3             | 2:00.36    | 7          | 1:59.06 |
| 7       | Stefan Hirniak (CAN)             | 2:00.15       | 1             | 1:59.29    | 3          | 1:59.11 |
| 8       | Omar Pinzón (COL)                | 2:02.11       | 8             | 2:00.88    | 6          | 2:00.92 |
|         |                                  |               |               |            |            |         |
| 9       | Emmanuel Crescimbeni (PER)       | 2:02.13       | 9             | 2:01.09    | 9          |         |
| 10      | Lucas Salatta (BRA)              | 2:03.58       | 13            | 2:01.22    | 10         |         |
| 11      | Julio Galofre (COL)              | 2:03.45       | 12            | 2:03.68    | 11         |         |
| 12      | Javier Hernández Maradiaga (HON) | 2:03.19       | 11            | 2:04.42    | 12         |         |
| 13      | Jorge Arturo Arce (CRC)          | 2:05.42       | 15            | 2:04.80    | 13         |         |
| 14      | Gastón Rodríguez (ARG)           | 2:02.72       | 10            | 2:04.95    | 14         |         |
| 15      | Roy Barahona (HON)               | 2:03.60       | 14            | 2:05.03    | 15         |         |
| 16      | Mariano Caviglia (ARG)           | 2:06.60       | 16            | 2:07.40    | 16         |         |
|         |                                  |               |               |            |            |         |
| 17      | Brad Hamilton (JAM)              | 2:08.25       | 17            |            |            |         |
| 18      | Ryan Nelthropp (ISV)             | 2:09.19       | 18            |            |            |         |
| 19      | Omar Nuñez (NCA)                 | 2:13.21       | 19            |            |            |         |
| —       | Leopoldo Andara (VEN)            | DNS           | —             |            |            |         |
| —       | Shaune Fraser (CAY)              | DNS           | —             |            |            |         |
| —       | Bradley Ally (BAR)               | DNS           | —             |            |            |         |
| —       | Matthew Houllier (TRI)           | DNS           | —             |            |            |         |